# Свиты
Свиты — деревня в Духовщинском районе Смоленской области России. Входит в состав Добринского сельского поселения. Население — 41 житель (2007 год). 
Расположена в северной части области в 51 км к северо-востоку от Духовщины, в 0,1 км восточнее автодороги Р136 Смоленск — Нелидово, на берегу реки Литея. В 39 км восточнее деревни расположена железнодорожная станция Никитинка на линии Дурово — Владимирский Тупик. 

## История
В годы Великой Отечественной войны деревня была оккупирована гитлеровскими войсками в июле 1941 года, освобождена в сентябре 1943 года.